# المركز التراثي، ويكسفيل
مركز ويكسفيل التراثي هو مكان تاريخي يقع في شارع بافالو بين شارع سانت ماركس وشارع بيرغن في كراون هايتس، بروكلين، مدينة نيويورك . وهو مخصص للحفاظ على ويكسفايل، والتي تعتبر واحدة من أولى مجتمعات السود الحرة في أمريكا خلال القرن التاسع عشر. داخل هذا المجتمع، قام السكان بإنشاء المدارس والكنائس والجمعيات الخيرية وكانوا ناشطين في حركة إلغاء العبودية. وتعد ويكسفيل مستوطنة تاريخية ذات أهمية وطنية وواحدة من المواقع التاريخية القليلة الباقية لمجتمعات الأمريكيين الأفارقة قبل الحرب الأهلية.
الأعضاء المؤسسون لمجموعة الحفاظ على ويكسفايل هم جيمس هيرلي وديوي هارلي ودولوريس ماكولو وجوان ماينارد وباتريشيا جونسون. تأسست المجموعة تحت اسم جمعية الحفاظ على ويكسفايل وبد فورد ستيوفيسنت في عام 1970، ثم تغير الاسم إلى مركز ويكسفايل للتراث. يركز مركز التراث على الجولات والفنون والحرف اليدوية وبرامج محو الأمية وحفظ التاريخ لطلاب المدارس العامة. يقوم على إدارة الموقع جمعية ويكسفايل، وهي جمعية تاريخية تحافظ على 12,400 قدم مربع (1,150 م2) موقع يضم منازل هنتر فلاي التاريخية ومنطقة عشبية مفتوحة.

## المعارض
المعرض الرئيسي للمتحف هو منطقة طريق هنترفلاى التاريخية، وهي منطقة تاريخية وطنية. تتكون من أربعة مبانٍ سكنية مشاركة، تم إقامتها في فترة الستينيات من القرن التاسع عشر، داخل المجتمع الأسود المجاني في القرن التاسع عشر في ويكسفيل. وقد تم إقامة هذه المباني على طول طريق يعود تاريخه إلى فترة حكم الهنود الأمريكيين للمنطقة؛ يؤدى هذا الطريق إلى أحواض المحار الموجودة في نهاية خليج جامايكا في جدول فريشكيل. بدأت المدينة في إغلاق أقسام من طريق هنترفلاي بعد عام 1835. البيوت لها نمط بناء طابق وطابق ونص إلى طابقان محاطة بإطار خشبي.
في عام 1970، أعلنت المنازل كواحدة من معالم مدينة نيويورك، وفي عام 1972 تم إدراجها في السجل الوطني للأماكن التاريخية تحت مسمي منطقة طريق هنترفلاي التاريخية.

## تاريخ
في عام 1838، اشترى جيمس ويكس، وهو أمريكي من أصول أفريقية، قطعة أرض من هنريز سيز تومبسون (أمريكي أفريقي حر آخر) في ناينث وارد في وسط بروكلين. كان هذا بعد 11 عامًا من الإلغاء النهائي للعبودية في ولاية نيويورك، والتي اتبعت برنامجًا تدريجيًا من أوائل القرن التاسع عشر. هذا الموقع كان يسمى ويكسفايل على إسمه.

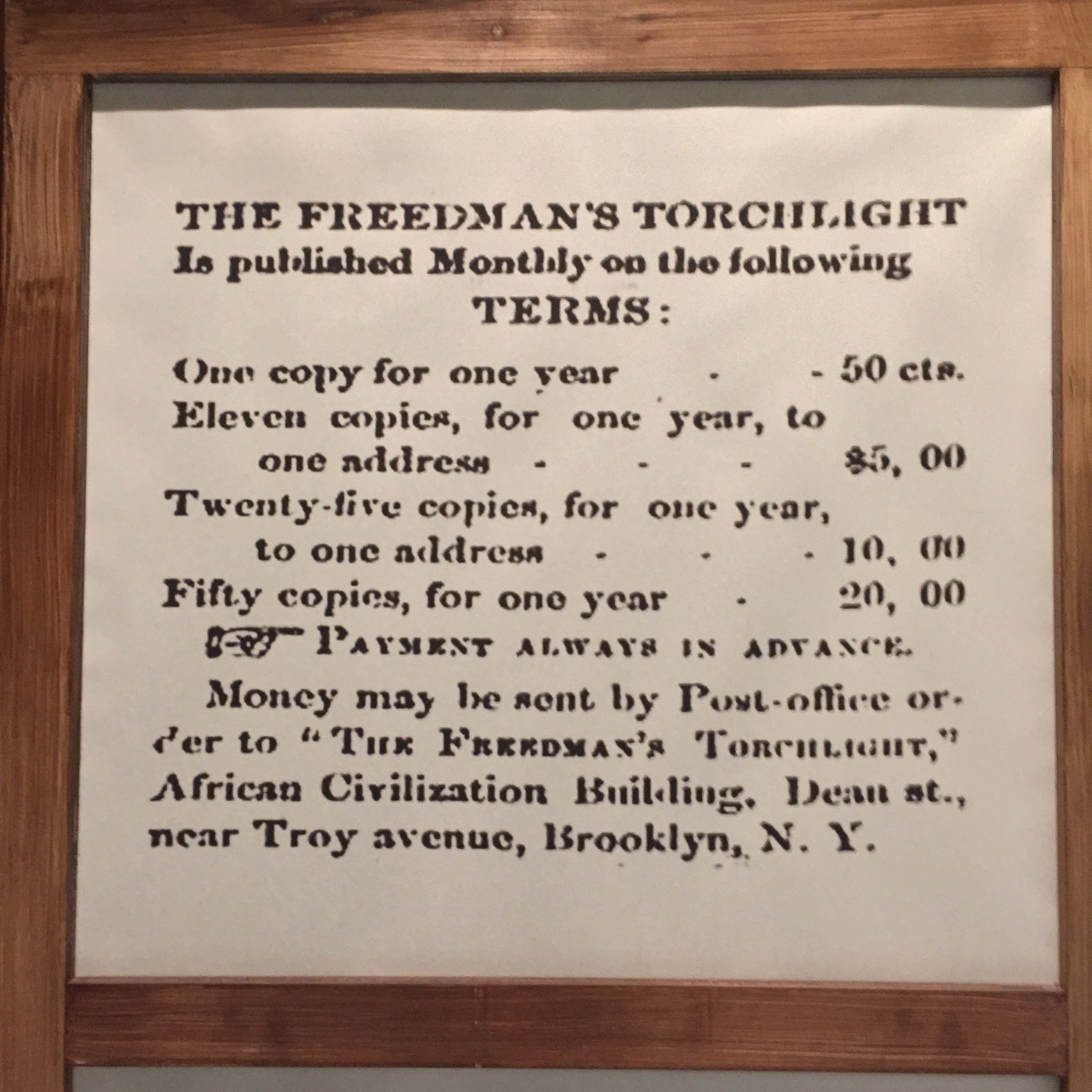
صورة من معرض في مركز ويكسفيل للتراث حول منشور الصحيفة ، The Freedman's Torchlight ، الذي نشرته جمعية الحضارة الأفريقية

ذكر مقال نشر في عام 1906 في صحيفة نيويورك إيدج تلك الفترة السابقة، حيث قال أن جيمس ويكس، والذي كان عامل تحميل وتفريغ وعضو محترم في المجتمع، «كان يمتلك مسكنًا جميلاً في شينيكتادي وأتلانتيك أفنيوز». وقد أصبحت ويكسفيل موطنًا للوزراء والمعلمين وغيرهم من المهنيين، بما في ذلك أول طبيبة أمريكية من أصول أفريقية في ولاية نيويورك، وأول ضابطة شرطة أمريكية من أصول أفريقية في مدينة نيويورك.كذلك طور المجتمع الأسود في ويكسفيل كنائسه الخاصة، وأقام مدرسة، ودارًا للأيتام، ومقبرة، داراً للمسنين، ومجتمعًا خيريًا أمريكيًا أصول أفريقية، وواحدة من أولى الصحف الأمريكية الأفريقية، وهي صحيفة فريدمان تورشلايت. أثناء أعمال الشغب العنيفة في نيويورك عام 1863، التي حدثت أثناء الحرب الأهلية، لعب هذا المجتمع دوراً كملاذ للعديد من الأمريكيين الأفارقة الذين فروا من مانهاتن وأعيد توطين العديد منهم في بروكلين.

### إعادة الاكتشاف والإفتتاح
تمت «إعادة اكتشاف» ويكسفيل في عام 1968 عندما وجدوها مذكورة في كتاب لأحد المؤرخين المحليين. بدأ البحث عن ويكسفايل التاريخية في عام 1968 في ورشة عمل في كلية حى برات الواقعة بين أحياء بروكلين وأحياء مدينة نيويورك، وذلك بقيادة جيمس هيرلي. أصبح دولوريس ماكولوغ وباتريشيا جونسون، وهما طالبان في ورشة العمل، مساهمين نشطين ومهمين في مشروع ويكسفيل. قرأ هيرلي لأول مرة عن ويكسفيل في كتاب، المنطقة الشرقية في بروكلين ، للمؤرخ المحلي، يوجين أرمبروستر. هيرلي، وهو مقيم محلي وباحث ومصور جوي سابق، وجوزيف هاينز، مهندس محترف وطيار ومقيم منذ فترة طويلة في بيدفورد ستايفسانت، قام بعملة جولات استكشافية والتقط صوراً للمنازل التاريخية على طريق هنتر فلاي أثناء رحلة طيران فوق المنطقة. التقى هيرلي وهاينز في الأصل في متحف بروكلين للأطفال. لقد تعاونوا عمل جولة سيرًا على الأقدام في المنطقة برعاية متحف مدينة نيويورك . كان الممر القديم، الواقع قبالة شارع بيرغن بين شارعي بافالو وروشيستر، من آثار طريق هنتر فلاي الاستعماري. كان طريق هانترفلاى يقع على الطرف الشرقي لمستوطنة ويكسفايل التي يرجع تاريخها إلى القرن التاسع عشر.
بعد إعادة الاكتشاف، نما إلى علم هيرلي أن هناك مجموعة من المنازل التي يحدها شارع تروي، وشارع باسيفيك، وشينيكتادي أفينيو، ودين ستريت كانت على وشك بناء مساكن جديدة في المدينة في إطار برنامج المدن النموذجية. استطاع هيرلي البدء في عمل مسح أثري تحت رعاية برنامج تفعيل دور الشباب في بدفورد ستايفسنت لمكافحة الفقر . تم تعيين المتدربين الصيفيين في فيلق شباب الحي بواسطة ما كان يسمى في البداية مشروع ويكسفيل لاستكشاف الكتلة السكنية التي حدث فيها هدم المنازل. تم تطوير الموقع الأثري لمنازل حدائق ويكسفيل الحالية، والتي تنتمي إلى هيئة الإسكان بمدينة نيويورك.
قام السكان بعمل تطوير تدريجي لمشروع ويكسفايل ككيان مدمج قانونيًا تحت مسمى جمعية الحفاظ على تاريخ ويكسفايل وبدفورد ستايفسنت، والمعروف عمومًا باسم جمعية ويكسفايل.
قامت الجمعية بشراء منازل طريق هنتر فلاي في عام 1973. أعيد ترميم المنازل في الثمانينيات  ومرة أخرى بعد عمليات التخريب في التسعينيات. في عام 2005، بعد عمليات ترميم تكلفت 3 ملايين دولار، أعيد فتح المنازل للجمهور باسم مركز ويكسفايل التراثي. يعرض كل منزل فترة زمنية مختلفة من تاريخ ويكسفيل.

### توسعة مركز التراث

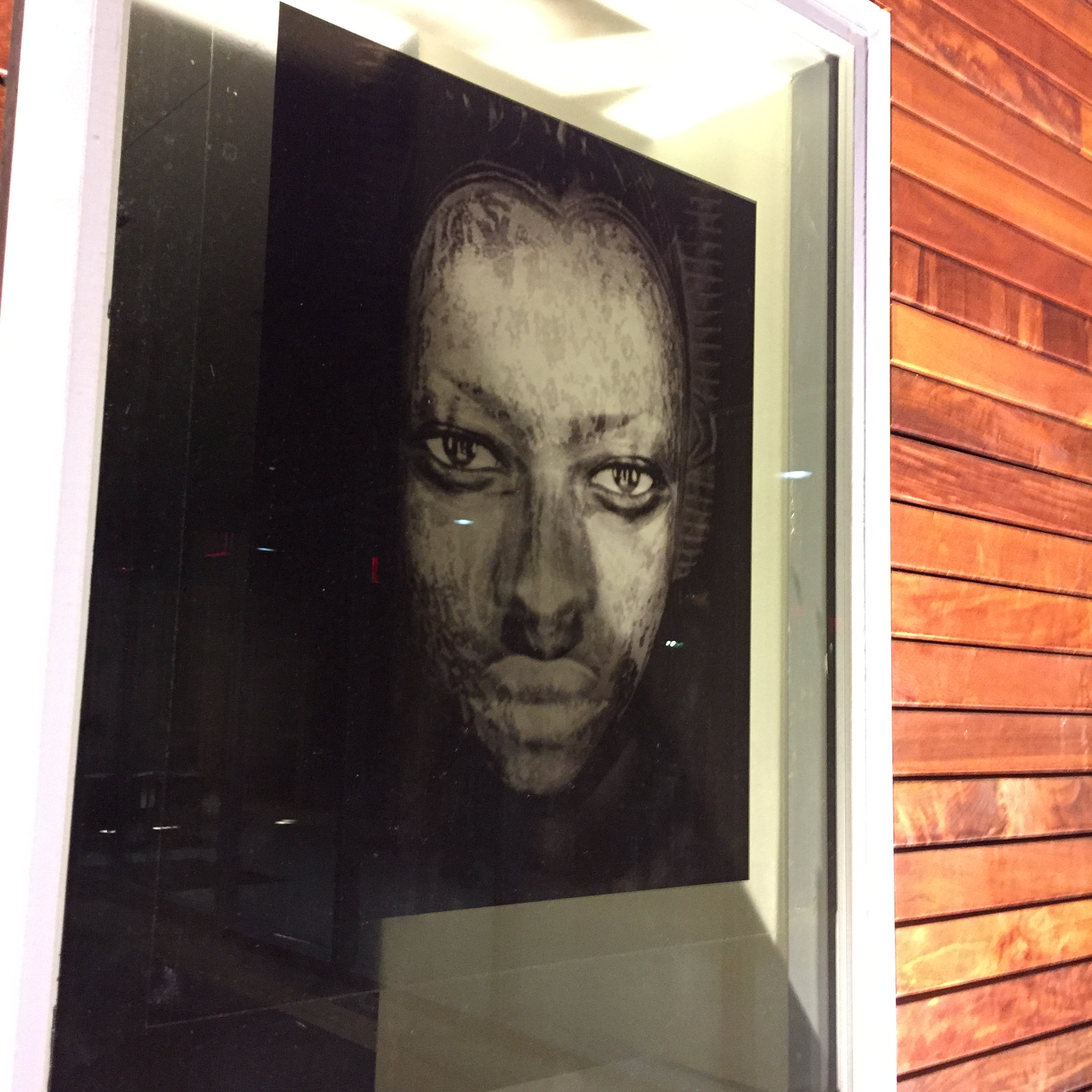
عمل فني للمعرض في ردهة ويكسفيل - منظر من الجانب الأيسر

تبلغ مساحة مركز التراث الآن 19,000 قدم مربع (1,800 م2) مخصصة لبرنامج الأداء والتعليم، وتضم هذه المساحة مقهى ومكتبة. تمت عملية التمويل بالكامل تقريبًا من أموال المدينة، ويمتد عرض ويكسفيل إلى نطاق أوسع من المجتمع السكني. يطمح مركز التراث إلى زيادة عدد الزوار من حوالي 7500 زائر سنويًا إلى حوالي 50000 زائر. قامت شركة كيبلز جيفرسون للتصميم المعماري بعمل مبنى لمتحف جديد تم افتتاحه في عام 2014.
في عام 2019، بدء المركز حملتة التمويلية الجماعية الطارئة وذلك بسبب نقص الميزانية. طلب المركز من المتبرعين أن يتبرعو بما لا يقل عن 200000 دولار حتى تتمكن المدينة من تخصيص الأموال. في يونيو، تم اختيار المركز كعضو في مجموعة المؤسسات الثقافية بالمدينة، ليصبح أول إضافة جديدة إلى تلك المجموعة منذ أكثر من 20 عامًا، وأول مركز ثقافي أسود في بروكلين يتم تسميته بهذا الاسم. يسمح هذا الاختيار للمركز بتلقي رؤوس اموال كبيرة لتمويل تكاليف التشغيل من إدارة الشؤون الثقافية.

## روابط خارجية
- Weeksville Heritage Center